# Critérium des Comingmen
Le Critérium des Comingmen ou simplement Les Comingmen, était une course cycliste française sur route derrière entraîneurs pour les amateurs et indépendants. Elle était aux amateurs ce que le Critérium des As était aux professionnels. Les Comingmen était la fête de fin de saison des clubs parisiens.

## Histoire
Elle est créée en 1923 par Auguste Delaporte, président du Vélo Club de Paris, et par Charles Ravaud. Réservée aux amateurs et indépendants français, elle se disputait à l'origine sur le tour de Longchamp, sur 60 km. 
À partir de 1925, elle est reprise par Paris-Sportif et se dispute sur l'autodrome de Montlhéry, sur une distance de 100 km, derrière entraîneurs à vélo, puis 150 km à partir de 1932. Chacun des grands clubs parisiens retenus par les organisateurs sélectionne un coureur, et un seul, et ce sont 10 camarades de club de ce coureur qui sont chargés de l'entraîner. Le résultat penche en faveur du club qui peut aligner une équipe d'entraineurs de valeur à peu près égale au coureur choisi. Les équipes usent parfois de la poussette et la tirette pour aider leur représentant. 
Des primes sont distribuées à chaque tour. Le challenge Fernand Laurent récompense le club du vainqueur et est définitivement acquis après 3 victoires. C'est l'Union vélocipédique parisienne qui le garde en 1938.
En 1939, un circuit de 3,333 km est substitué à celui de 12 km.
Après la Seconde Guerre mondiale, elle se court de nouveau sur le tour de Longchamp. En 1951, elle se dispute avant l'arrivée de la 4e étape du Tour de France.

## Palmarès
|                                           |
| Lucien Choury (Gros-Caillou sportif) 1923 |

|                                           |
| René Brossy (Vélo Club de Levallois) 1927 |

|                                                |
| Roger Peix (Club vélocipédique dionysien) 1928 |

| Année                   | Vainqueur                                  | Deuxième                                | Troisième                           |
| ----------------------- | ------------------------------------------ | --------------------------------------- | ----------------------------------- |
| Critérium des Comingmen |                                            |                                         |                                     |
| 1923,                   | Lucien Choury (GCS)                        | René Guillemin                          | Henri Sausin                        |
| 1924                    | Alexis Blanc-Garin (CASG)                  | Octave Dayen (PUC)                      | Ulrich (CA Enghien)                 |
| 1925                    | René Brossy (Joinville sportif) (déclassé) | Robert Driancourt (Lutèce Sportif)      | Rémy Decroix (VC Houilles)          |
| 1926,                   | Robert Driancourt (Lutèce Sportif)         | René Hournon (Voltaire-Sportif)         | Serph (VC Neuilly)                  |
| 1927                    | René Brossy (VCL)                          | Janin (GCS)                             | Lebreton (US Fontenay)              |
| 1928                    | Roger Peix (CVD)                           | Charles Fleury (Halles Sportives)       | Paul Chocque (Grelot Parisien)      |
| 1929,                   | André Dumont (Nord-Est Sportif)            | Henri Lemoine (Stade Français)          | Louis Thietard (SEE)                |
| 1930,                   | Louis Krauss (Stade Français)              | Georges Speicher (Clignancourt sportif) | Émile Robache                       |
| 1931,                   | Lucien Weiss (Halles Sportives)            | André Caudal (ACBB)                     | Jean Noret (CSI)                    |
| 1932,                   | Jean Noret (CSI)                           | Lucien Lauk (Rivoli sportif)            | Roger Farges (VC Arcueil-Cachan)    |
| 1933,                   | Georges Vey (CSI)                          | Jean-Marie Le Moing (Bretons de Paris)  | Georges Souchard (FS Drancy)        |
| 1934,                   | Eugène Grenu (ACBB)                        | Lucien Lauk (VCP)                       | Jean-Marie Le Moing (USBP)          |
| 1935                    | René-Paul Corallini (UVP)                  | Roger Gouet (VCRM)                      | Étienne Parizet (CSI)               |
| 1936                    | Paul Couderc (ACBB)                        | Raymond Passat (USBP)                   | Robert Schlaffle (UVP)              |
| 1937                    | Joseph Goutorbe (UVP)                      | Gaston Gousset (Pédale Charentonnaise)  | Charles Vanlerberg (ES de la Seine) |
| 1938                    | Antoine Pompilio (UVP)                     | Georges Roux (CSI)                      | Armand Le Moal (Rivoli sportif)     |
| 1939                    | André Mornier (CS Hispano-Suiza)           | Gilbert Regnard (VC Croix de Berny)     | René Laloup (CVD)                   |
| 1940-1942               |                                            | Non-disputé                             |                                     |
| 1943                    | Jean Ferrand (VCL)                         | José Beyaert (JPS)                      | André Brulé (ACBB)                  |
| 1945,                   | Émile Carrara (VCL)                        | Maurice Diot (Avia Club)                | Roger Rioland (ACBB)                |
| 1951                    | Jean-Louis Deguine (US Wagons-Lits)        | Hubert Bastianelli (AS Ile de France)   | Roland Graignic (JPS)               |
| 1957                    | Jean Raynal                                | Victor Ameline                          | André Mézières                      |